# جونیور بانر
جونیور بانر (انگلیسی: Junior Bonner) فیلمی در ژانر وسترن و درام به کارگردانی سم پکینپا است که در سال ۱۹۷۲ منتشر شد.

## خلاصه داستان
جونیور "جِی.آر" بونر، یک گاوباز دوره‌گرد است که کمی از اوجش گذشته، اما این واقعیت را نمی‌پذیرد. فیلم با صحنه‌ای آغاز می‌شود که او پس از یک سوارکاری ناموفق روی گاوی سرکش به نام "سانشاین"، زخم‌هایش را پانسمان می‌کند.  
او برای شرکت در رژه و رودئوی روز استقلال به زادگاهش، پرسکات، بازمی‌گردد. هنگام ورود متوجه می‌شود خانه خانوادگی‌شان در حال تخریب توسط برادر کوچکترش، کِرلی (کارآفرین و توسعه‌دهنده املاک) است تا یک پارک تریلر بسازد. پدرش، اِیس، مردی خوش‌گذران و مادرش، اِلویرا، زنی صبور و واقع‌بین هستند که از هم جدا شده‌اند. اِیس رویای مهاجرت به استرالیا برای پرورش گوسفند و استخراج طلا را دارد، اما نه کِرلی و نه جونیور (که خودش هم پول ندارد) حاضر به کمک مالی به او نیستند.  
پس از مشاجره و کتک زدن برادر مغرورش، جونیور با رشوه دادن به باک رون، مدیر رودئو، دوباره فرصت سوارکاری روی سانشاین را می‌گیرد و قول نصف جایزه را به او می‌دهد. باک فکر می‌کند او دیوانه شده، اما این بار جونیور موفق می‌شود هشت ثانیه کامل روی گاو بماند.  
در پایان، جونیور به آژانس مسافرتی می‌رود و یک بلیط یک‌طرفه درجه یک به استرالیا برای پدرش می‌خرد. صحنه آخر فیلم، جونیور را در حال ترک زادگاهش نشان می‌دهد، در حالی که موفقیت او در رام کردن سانشاین، پایان اجتناب‌ناپذیر حرفه‌اش را کمی به تأخیر می‌اندازد.  

## بازیگران
- استیو مک‌کوئین
- رابرت پرستون
- آیدا لوپینو
- بن جانسون
- بیل مک‌کینی
- جو دان بیکر
- مری مورفی